# أويوس دي ميغيل مونيوث
بلدية أويوس دي ميغيل مونيوث (بالإسبانية: Hoyos de Miguel Muñoz) هي بلدية تقع في مقاطعة آبلة التابعة لمنطقة قشتالة وليون وسط إسبانيا.

## الديموغرافيا
يبلغ عدد سكان بلدية أويوس دي ميغيل مونيوث 43 نسمة عام 2011 (وفقاً للمعهد الوطني للإحصاء الإسباني).
| 62 | 55 | 47 | 49 | 48 | 45 | 43 |